# Горнет (комуна)
Горнет (рум. Gornet) — комуна у повіті Прахова в Румунії. До складу комуни входять такі села (дані про населення за 2002 рік):
- Богденешть (72 особи)
- Горнет (2463 особи)
- Куйб (332 особи)
- Нучет (259 осіб)

Комуна розташована на відстані 75 км на північ від Бухареста, 20 км на північ від Плоєшті, 70 км на південний схід від Брашова.

## Населення
За даними перепису населення 2002 року у комуні проживали 3126 осіб, усі — румуни. Усі жителі комуни рідною мовою назвали румунську.
Склад населення комуни за віросповіданням:
| Релігія       | Кількість осіб | Відсоток |
| ------------- | -------------- | -------- |
| православні   | 3122           | 99,9%    |
| п'ятдесятники | 4              | 0,1%     |